# Ernst Herdieckerhoff

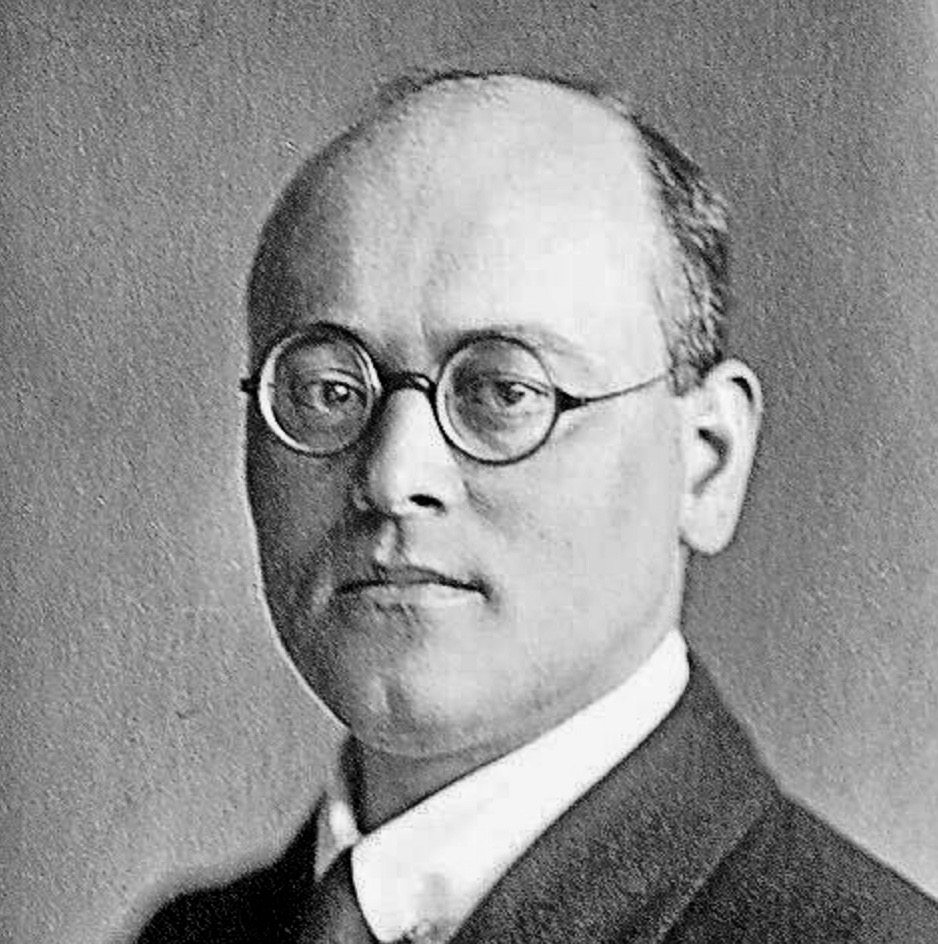
Ernst Herdieckerhoff um 1925

Ernst Emil August Constantin Herdieckerhoff (* 5. August 1892 in Unna, Provinz Westfalen; † 10. Dezember 1961 in Leverkusen) war ein deutscher Chemiker.

## Familie
Mit seiner Ehefrau Elisabeth, geb. Ramsauer, bekam er sieben Kinder, als jüngstes Kind den Kaufmann Ernst Peter Friedrich Herdieckerhoff (1937–2023), der mit der Archäologin Margarete van Ess (* 1960) verheiratet war.

## Schule und Studium
Herdieckerhoff besuchte bis 1906 das Deutsche Landerziehungsheim Haubinda und von 1906 bis 1912 die Freie Schulgemeinde Wickersdorf bei Saalfeld im Thüringer Wald, an der er seine Reifeprüfung ablegte. Am D.L.E.H. in Haubinda gründete er zusammen mit Martin Luserke die Kameradschaft der „Bären“, die Luserke 1906 nach Wickersdorf und 1925 zur Schule am Meer nach Juist folgte.
Aus der Wickersdorfer Zeit und danach ist seine Korrespondenz mit dem Lehrer August Halm erhalten. Während einer Sitzung der Schulgemeinde der FSG Wickersdorf am 7. September 1914 kritisierte er den aufgrund pädophiler Übergriffe verurteilten Schulgründer Gustav Wyneken scharf, der ihn daraufhin als Vertrauten des Schulleiters Martin Luserke bezeichnete und psychisch abqualifizierte. Durch unterschiedliche pädagogische Auffassungen war es zu einer Lagerbildung zwischen Luserke- und Wyneken-Befürwortern in Schüler- und Lehrerschaft gekommen. Mit seinem Lehrer Luserke hielt Herdieckerhoff zeitlebens freundschaftlichen Kontakt und besuchte ihn beispielsweise an dessen 1925 gegründeter Schule am Meer auf der Nordseeinsel Juist.
Nach seiner Teilnahme am Ersten Weltkrieg studierte Herdieckerhoff Chemie an der Friedrich-Schiller-Universität in Jena. Dort promovierte er im Jahr 1922 mit einer Dissertation Ueber die Einwirkung von Halogen auf Huminsäuren.

## Berufliche und politische Entwicklung
Nach dem Studium arbeitete er bei der Bayer AG in Leverkusen, wo er sich mit seinem Arbeitskollegen Robert Ley anfreundete, der auch in Jena studiert hatte. Dieser wurde später Reichsleiter der NSDAP und Leiter der Deutschen Arbeitsfront (DAF). Mit diesem gemeinsam lehnte er die Demokratie und die instabil erscheinende Weimarer Republik ab. Beide wandten sich dem aufkommenden Nationalsozialismus zu. Der völkisch und christlich orientierte Herdieckerhoff wurde im Jahr 1924 Mitbegründer der NSDAP-Ortsgruppe Opladen. Dort wurde er stellvertretender Ortsgruppenleiter unter Oskar Wilhelm, dem späteren Ortsgruppenleiter der 1930 entstandenen Stadt Leverkusen. Herdieckerhoff sei unter anderem für Sprechabende zuständig gewesen, bei denen er Vorträge über die Denkweise Henry Fords, des Freiherrn vom und zum Stein oder des Ferdinand Lassalle gehalten habe.
Gemeinsam mit Wilhelm wurde Herdieckerhoff Herausgeber des Westdeutschen Beobachters, der ersten nationalsozialistischen Zeitung für den Raum Köln-Leverkusen. Dort war er stellvertretender Schriftleiter. Mitte der 1920er Jahre soll die Familie Herdieckerhoff Besuch von Joseph Goebbels und Gregor Strasser empfangen haben.
1928 warf er Robert Ley, mit dem er bis dahin befreundet war, die Unterschlagung von NSDAP-Mitgliedsbeiträgen vor und meldete dies der Münchener Parteizentrale. Im November desselben Jahres, nachdem Ley von der Parteiführung zum hauptamtlichen Organisationsleiter der NSDAP im Gau Köln-Aachen ernannt worden war und Mitglied des Preußischen Landtags wurde, erklärten Herdieckerhoff und einige Mitstreiter schriftlich ihren Parteiaustritt. An Adolf Hitler persönlich schrieben sie: „Nachdem die Reichsleitung der Partei durch Behandlung des Falles Dr. Ley bewiesen hat, dass sie weder fähig noch gewillt ist, den korrumpierenden Elementen in der Partei das Handwerk zu legen, haben die Unterzeichneten jedes Vertrauen zu ihr verloren. Sie erklären daher ihren Austritt aus der Partei.“ Der einzige Grund für den Austritt soll dies jedoch nicht gewesen sein. Herdieckerhoff habe ein im völkischen Sinn elitäres Bewusstsein gehabt. Die Parteimitglieder seien ihm damals als zu primitiv erschienen.
Herdieckerhoffs Familie soll eine Freundschaft mit der Familie des Pazifisten Albert Schweitzer gepflegt haben.
Bis zur Pensionierung 1958 arbeitete er als Chemiker für die Forschungsabteilung der Bayer AG. U. a. ließ er 1931 ein Verfahren zur Darstellung von Indolen, 1934 mit Otto Bayer und Hans Schindhelm Heterocyclic hydrazines und 1953 mit Wilhelm Sutter ein Verfahren zur Herstellung von gegebenenfalls substituierten Dioxy-diphenylmethanen zum Patent anmelden.

## Werke
- mit Wilhelm Eller und Hans Saenger: Einwirkung von Chlor auf Huminsäuren, in: Justus Liebigs Annalen der Chemie, 1923, S. 177f., S. 431.